# Lotnictwo morskie Sił Zbrojnych Federacji Rosyjskiej
Lotnictwo morskie Sił Zbrojnych Federacji Rosyjskiej (ros. Морская авиация Военно-морского флота) – rodzaj wojsk Marynarki Wojennej Federacji Rosyjskiej.
Lotnictwo morskie jest częścią składową rosyjskiej Marynarki Wojennej. W 2010 liczyło około 35 000 żołnierzy.

## Charakterystyka i zmiany organizacyjne

### Poradzieckie lotnictwo morskie Federacji Rosyjskiej
Marynarka Wojenna Sił Zbrojnych Federacji Rosyjskiej przejęła znaczny potencjał byłej MW Związku Radzieckiego. W skład lotnictwa morskiego tej ostatniej wchodziły jednostki bazowania pokładowego i lądowego, rakietowe, szturmowe, myśliwskie, rozpoznawcze, specjalne i pomocnicze. W 1990 służbę w lotnictwie morskim pełniło około 70000 żołnierzy. Na jego wyposażeniu znajdowało się 1638 samolotów i 561 śmigłowców. Lotnictwo morskie podzielone było na dywizje morskich nosicieli rakiet oraz pułki i eskadry lotnictwa myśliwskiego, szturmowego, zwalczania okrętów podwodnych, transportowe i rozpoznawcze.
Lotnictwo morskie wchodziło w skład poszczególnych flot. W 1991 w strukturach Floty Północnej znajdowała się 5 Dywizja Morskich Nosicieli Rakiet z około 70 samolotami Tu-22M oraz 35 Dywizja Lotnicza ZOP z 70 samolotami TU-142M. Operacje Flotylli Kolskiej mogły być wspierane przez dwa pułki lotnictwa szturmowego, dwa pułki lotnicze zwalczania okrętów podwodnych oraz pułk śmigłowców ZOP. Na skutek redukcji, w 1996 LM FP dysponowało 20 samolotami Su-33, 10 śmigłowcami ZOP bazowania pokładowego oraz 200 samolotami bojowymi i 64 śmigłowcami ZOP bazowania lądowego. Flota Bałtycka w 1991 na dziesięciu lotniskach operacyjnych i 13 zapasowych utrzymywała 328 samolotów bojowych oraz 70 śmigłowców. W skład lotnictwa Floty Czarnomorskiej wchodziło 40 samolotów TU-22M3 i około 40 samolotów TU-16 z 2 Dywizji Morskich Nosicieli Rakiet, a w czterech pułkach lotnictwa ZOP utrzymywano łącznie 20 samolotów Be-12 i 30 śmigłowców Mi-14. W dyspozycji LM Floty Oceanu Spokojnego pozostawały pułki lotnictwa ZOP, rozpoznawczego, morskich nosicieli rakiet, lotnictwa szturmowego i torpedowo-minowego. Mimo redukcji, w 2008 utrzymano 568 mieszany pułk lotniczy, 289 pułk lotnictwa ZOP, 865 pułk lotnictwa myśliwskiego, 317 mieszany pułk lotniczy oraz 71 eskadrę lotnictwa transportowego.

### Reorganizacja lotnictwa morskiego po 2008
Uruchomiony w ramach „Planu przebudowy Sił Zbrojnych Federacji Rosyjskiej do 2016 roku” oraz „Kierunków dalszego rozwoju do 2020 roku” program reorganizacji sił morskich zakładał między innymi uproszczenie struktur lotnictwa morskiego, sformowanie baz lotniczych oraz przekazanie części potencjału w podporządkowanie Sił Powietrznych i Obrony Przeciwlotniczej.
W grudniu 2011 we Flocie Czarnomorskiej na lotnisku operacyjnym Kacza sformowano 7057 Bazę Lotniczą i zintegrowano elementy lotnictwa szturmowego, ZOP, transportowego i specjalnego. Były to: 43 eskadra lotnictwa szturmowego z Gwardiejskoje, 917 mieszany pułk lotniczy i 872 pułk śmigłowców ZOP. Zajęcie Krymu przez Rosję skutkowało zwiększoną militaryzacją półwyspu. Do grudnia 2014 lotnictwo morskie FC wzmocniła nowo sformowana 27 Dywizja Lotnictwa Mieszanego, a na lotnisku w rejonie Pierwomajska sformowano 39 pułk śmigłowców bojowych Mi-28N.
W lotnictwie morskim Floty Bałtyckiej planowano przekazanie 4 pułku lotnictwa szturmowego i 689 pułku lotnictwa myśliwskiego w podporządkowanie 1 Dowództwa Operacyjnego SPiOP. W trakcie reorganizacji wszystkie elementy pozostawiono jednak w dyspozycji dowódcy Floty Bałtyckiej, formując przy tym 7054 i 7052 Bazę Lotniczą.
 We Flocie Północnej, w początkowym etapie, sformowano 7050 Bazę Lotniczą  Seweromorsk-1 i 7051 BL Olenogorsk. Po podporządkowaniu 924 morskiego pułku nosicieli rakiet dowództwu Lotnictwa Dalekiego Zasięgu, 73 samodzielna eskadra ZOP została włączona w skład 7050 BL. Status samodzielnego utrzymał 279 pułk lotnictwa myśliwskiego bazujący w Siewieromorsku-3.
We Flocie Oceanu Spokojnego w podporządkowanie Lotnictwa Dalekiego Zasięgu przekazano 568 morski pułk nosicieli rakiet wraz z 7061 Bazą Lotniczą Mongokto.  Integrując elementy lotnictwa morskiego, w 2009 sformowano 7060 Bazę Lotniczą Jelizowo, 7059 Bazę Lotniczą Kniewicze i 7062 Bazę Lotniczą Nikołajewka.
Po aneksji Krymu, w 2014, ostatecznie rozwiązano kwestię dalszego wykorzystywania ukraińskiego ośrodka szkolenia załóg lotnictwa pokładowego NITKA (Saki). Szkolenie pilotów przejął ośrodek szkoleniowy budowany na Kubaniu (Jejsk). W 2015 większość Su-33 wyczerpała resurs techniczny. Dlatego też jeszcze w lutym 2012 zawarto kontrakt na dostawę 20 pokładowych MiG-29K oraz czterech samolotów MIG-29KUB. Jeszcze w październiku 2010 planowano zakup 20 łodzi latających, które zastąpiłyby wyeksploatowane Be-12. W kwietniu 2013 zawarto kontrakt na sześć łodzi latających Be-200.

## Struktura organizacyjna lotnictwa morskiego
W 1991
| Flota              | Jednostka lotnicza                    | Lotnisko      | Samoloty             |
| ------------------ | ------------------------------------- | ------------- | -------------------- |
| Flota Północna     | 5 Dywizja Morskich Nosicieli Rakiet   | Olenogorsk    |                      |
| Flota Północna     | 35 Dywizja Lotnictwa ZOP              | Kipielowo     |                      |
| Flota Północna     | 24 pułk lotnictwa ZOP                 | Siewieromorsk | Ił-38                |
| Flota Północna     | 73 pułk lotnictwa szturmowego         | Siewieromorsk | Su-17                |
| Flota Północna     | 279 pułk lotnictwa szturmowego        | Siewieromorsk | Su-17                |
| Flota Północna     | 403 pułk lotnictwa ZOP                | Siewieromorsk | Be-12                |
| Flota Północna     | 830 pułk lotnictwa ZOP                | Siewieromorsk | Ka-25                |
| Flota Północna     | 967 pułk lotnictwa rozpoznawczego     | Łachta        | Tu-16R               |
| Flota Pacyfiku     | 25 Dywizja Morskich Nosicieli Rakiet  | Kniewiczi     |                      |
| Flota Pacyfiku     | 143 Dywizja Morskich Nosicieli Rakiet | Mongokto      |                      |
| Flota Pacyfiku     | 142 Dywizja Torpedowo-Minowa          | Nikołajewka   |                      |
| Flota Pacyfiku     | 77 pułk lotnictwa ZOP                 | Nikołajewka   | Ił-38                |
| Flota Pacyfiku     | 169 mieszany pułk lotniczy            | Kamaran       | Tu-142, Tu-95, Tu-16 |
| Flota Pacyfiku     | 173 pułk lotnictwa szturmowego        | Romanowka     | Su-17, Su-24MR       |
| Flota Pacyfiku     | 289 pułk lotnictwa ZOP                | Nikołajewka   | Be-12                |
| Flota Pacyfiku     | 304 pułk lotnictwa rozpoznawczego     | Choroł        | Tu-95RC, Tu-16K      |
| Flota Pacyfiku     | 310 pułk lotnictwa ZOP                | Mongokto      | Tu-142, Tu-22M       |
| Flota Pacyfiku     | 311 pułk lotnictwa szturmowego        | Romanowka     | Jak-38               |
| Flota Pacyfiku     | 312 pułk lotnictwa ZOP                | Puszino       | Tu-142               |
| Flota Pacyfiku     | 317 mieszany pułk lotniczy            | Jelizowo      | Tu-16R, Be-12        |
| Flota Pacyfiku     | 593 pułk lotnictwa transportowego     | Nikołajewka   | Ił-76, An-12, An-26  |
| Flota Pacyfiku     | 710 pułk śmigłowców ZOP               | Nowonieżyno   | Ka-25, Ka-27, Ka-29  |
| Flota Czarnomorska | 2 Dywizja Morskich Nosicieli Rakiet   | Gwardiejskoje |                      |
| Flota Czarnomorska | 30 pułk lotnictwa rozpoznawczego      | Oktiabrskoje  | Tu-22RU              |
| Flota Czarnomorska | 78 pułk śmigłowców ZOP                | Donuzław      | Ka-25                |
| Flota Czarnomorska | 318 pułk lotnictwa ZOP                | Donuzław      | Be-12                |
| Flota Czarnomorska | 859 szkolny pułk śmigłowców ZOP       | Kacza         | Mi-14                |
| Flota Czarnomorska | 872 pułk śmigłowców ZOP               | Kosa          | Mi-14, Mi-8          |
| Flota Czarnomorska | 917 mieszany pułk lotniczy            | Kacza         | An-12, An-26         |
| Flota Bałtycka     | 57 Dywizja Morskich Nosicieli Rakiet  |               |                      |
| Flota Bałtycka     | 66 pułk lotnictwa szturmowego         |               |                      |
| Flota Bałtycka     | 170 pułk lotnictwa szturmowego        |               |                      |
| Flota Bałtycka     | 240 pułk lotnictwa szturmowego        |               |                      |
| Flota Bałtycka     | 846 pułk lotnictwa szturmowego        |               |                      |
| Flota Bałtycka     | 263 pułk lotnictwa transportowego     |               |                      |
| Flota Bałtycka     | 342 pułk lotnictwa WRE                |               |                      |
| Flota Bałtycka     | 49 eskadra śmigłowców ZOP             |               |                      |
| Flota Bałtycka     | 145 eskadra śmigłowców ZOP            |               |                      |
| Flota Bałtycka     | 745 eskadra śmigłowców ZOP            |               |                      |

W 2008
| Flota              | Jednostka lotnicza                                        | Baza lotnicza |
| ------------------ | --------------------------------------------------------- | ------------- |
| Flota Północna     | 924 Gwardyjski Kijowski pułk samolotów - nosicieli rakiet | Olenia        |
| Flota Północna     | 279 pokładowy pułk lotnictwa myśliwskiego                 | Seweromorsk-3 |
| Flota Północna     | 830 Kirkieński pokładowy pułk śmigłowców ZOP              | Seweromorsk   |
| Flota Północna     | 430 morski mieszany pułk lotniczy                         | Seweromorsk   |
| Flota Północna     | 73 samodzielna morska eskadra samolotów ZOP               | Kipielowo     |
| Flota Pacyfiku     | 568 samodzielny gwardyjski pułk lotnictwa mieszanego      | Mongokto      |
| Flota Pacyfiku     | 289 samodzielny mieszany pułk lotnictwa ZOP               | Nilcołajewka  |
| Flota Pacyfiku     | 865 samodzielny pułk lotnictwa myśliwskiego               | Jelizowo      |
| Flota Pacyfiku     | 317 samodzielny pułk lotnictwa mieszanego                 | Jelizowo      |
| Flota Pacyfiku     | 71 samodzielna eskadra lotnictwa transportowego           | Kniewiczi     |
| Flota Czarnomorska | 43 samodzielny morski pułk lotnictwa szturmowego          | Gwardiejskoje |
| Flota Czarnomorska | 917 pułk lotnictwa mieszanego                             | Kacza         |
| Flota Czarnomorska | 872 pułk śmigłowców ZOP                                   | Kacza         |
| Flota Czarnomorska | 859 Centrum Szkolenia Lotnictwa Morskiego NITKA           | Saki          |
| Flota Bałtycka     | 689 pułk lotnictwa myśliwskiego                           | Czkałowsk     |
| Flota Bałtycka     | 4 morski pułk lotnictwa szturmowego                       | Czemiachowsk  |
| Flota Bałtycka     | 125 eskadra śmigłowców                                    | Czkałowsk     |
| Flota Bałtycka     | 396/75 eskadra śmigłowców ZOP                             | Donskoje      |
| Flota Bałtycka     | 398/49 eskadra lotnictwa transportowego                   | Hrabrowo      |
| Flotylla Kaspijska | samodzielna eskadra lotnictwa transportowego              |               |
| Flotylla Kaspijska | 11 samodzielna grupa powietrzna ekranoplanów              |               |

## Uzbrojenie
W 2010
| Samoloty/ śmigłowce                                      | Liczba |
| -------------------------------------------------------- | ------ |
| bombowce dalekiego zasięgu Tu-22M2 i Tu-22M3             | 45     |
| samoloty szturmowe Su-24 i Su24M                         | 42     |
| samoloty pionowego startu i lądowania Su-25UTG           | 1-12   |
| samoloty myśliwsko bombowe Su-17                         | 20     |
| samoloty przechwytujące MiG-31                           | 30     |
| samoloty pokładowe Su-33                                 | 22     |
| samoloty myśliwskie Su-27                                | 28-30  |
| samoloty zwiadowcze dalekiego zasięgu Tu-22MR            | 5      |
| taktyczne samoloty zwiadowcze Su-24MR                    | 8-12   |
| samoloty zwalczania okrętów Ił-38                        | 42     |
| samoloty łączności z SSBN Tu-142MR                       | 12     |
| samoloty transportowe An-12, An-24, An-26, Ił-18, Tu-154 |        |
| śmigłowce zwalczania okrętów Ka-27PŁ i Ka-28             | 70-80  |
| śmigłowce bojowe Mi-24                                   | 10-15  |
| śmigłowce transportowo bojowe Ka-29                      | 30     |
| śmigłowce transportowe Mi-8                              | 70     |